# Григоровский сельский совет (Пологовский район)
Григоровский сельский совет (укр. Григорівська сільська рада) — входит в состав
Пологовского района
Запорожской области
Украины.
Административный центр сельского совета находится в 
с. Григоровка.

## История
- 1789 — дата образования.

## Населённые пункты совета
- с. Григоровка